# 希善龍貴司
希善龍 貴司（きぜんりゅう たかし、1985年4月30日 - ）は、香川県善通寺市与北町出身で木瀬部屋（閉鎖処分中は北の湖部屋）に所属した元大相撲力士。本名は亀井 貴司（かめい たかし）。身長195cm、体重160kg。最高位は東十両11枚目（2013年5月場所）。

## 来歴

### 入門前
善通寺市立与北小学校4年次に、当時の担任教諭の勧めで与北相撲クラブ（現在の香川相撲クラブ）に入り、相撲を始めた。小学生時代は香川県の小学生横綱に輝き、善通寺市立東中学校3年次は柔道部に所属しながら相撲の大会にも出場して県大会で優勝。香川県立高松南高校入学後は相撲一本に絞り、3年次に出場した選抜高校相撲内大会では個人3位に入賞している（このときの優勝はのちの関脇・栃煌山）。
高校卒業後は松井秀和高松南高校相撲部監督の母校である日本大学商学部に進学して相撲部に入部。同期には明瀬山、禧勢ノ山らがいる。しかし入部直後に膝を痛めてしまい1年近く相撲はとれず、地道な筋力トレーニングなどで体づくりに励む日々が続いたが、これが後の相撲人生で生きることになった。団体戦のレギュラーにはなれなかったが、個人戦で3年次に全国学生相撲個人体重別選手権大会135キロ未満で準優勝、4年次に全日本相撲選手権大会でベスト16と、非凡な才能を発揮した。

### 入門後
日大卒業後は1学年上の先輩である幕内・清瀬海、同級生であり相撲部の主将も務めた明瀬山（初土俵は自身より1場所先）が所属しており、師匠も日大OBが務めている木瀬部屋（幕内・肥後ノ海）に入門。2008年3月場所、本名で初土俵を踏んだ。同期入門には同じ香川県出身の琴勇輝らがおり、その琴勇輝とは前相撲で対戦し敗れている。前相撲は2勝1敗で終えて2番出世。
初めて番付に名前が載った翌5月場所は6番相撲で矢鋪に敗れたが、同年7月場所と9月場所は2場所続けて7戦全勝とし、7月場所は序二段優勝、9月場所は三段目優勝決定戦で山下（禧勢ノ山）との同部屋優勝決定戦に敗れて優勝同点だった。同年11月場所で幕下に昇進以降は怪我もあったが幕下に定着。2009年3月場所は6勝1敗で8人による幕下優勝決定トーナメント戦に進出している（1回戦で出羽鳳に敗れて敗退。優勝は同部屋の德真鵬）。
その後は番付で一進一退が続いて苦労したが、2012年5月場所で初めて関取昇進の可能性があるといわれる幕下15枚目以内の地位に昇格して以降は関取の地位をうかがえる番付が続き、自己最高位の東幕下7枚目で迎えた2013年3月場所で7戦全勝の幕下優勝を果たし、引き上げる花道では思わず泣いてしまう一幕もあった。幕下15枚目以内での7戦全勝だったことから、場所後には新十両昇進が決まり、これを機に四股名を善通寺の陸軍第11師団の初代師団長の乃木希典の「希」と善通寺の「善」を入れた「希善龍」と改めた 。

### 十両初昇進後
新十両として迎えた2013年5月場所は東十両11枚目の地位で6勝9敗の負け越しに終わり、翌7月場所は運悪く東幕下2枚目まで地位を下げてしまった。
5月場所中には左上手を得意とする（後述）力士の生命線である左手小指も骨折しており、9月場所まで負け越しが続いたことで11月場所には西幕下11枚目まで番付を後退させていた。それでも11月場所から翌2014年3月場所まで3場所連続で4勝3敗の勝ち越しで終え、続く5月場所には東幕下4枚目まで番付を戻すと、その場所も5番相撲までに4勝を上げて勝ち越し、6番相撲では敗れたが7番相撲で十両復帰を争う東3枚目の栃飛龍との直接対決に勝利して5勝2敗とした。地位と成績の兼ね合い上際どかったものの、十両から幕下に陥落する力士が6人いたことで再十両を果たした。場所後、善通寺市役所と母校の高松南高校を訪問した際には「勝負の場所だった。股関節を痛めていたが、気持ちでカバーした」と思いのたけを明かし、7番相撲でこれまで白星を挙げたことがなかった栃飛龍と対戦した感想も口にした。ところが続く7月場所は冴えず、2日目から8連敗して9日目に負け越しを確定させ、最終的に4勝11敗の大敗を喫した。
幕下に落ちて3場所後、東幕下4枚目で迎えた2015年1月場所は3勝1敗で迎えた5番相撲で右足を負傷したが、千秋楽に東2枚目の慶天海を寄り倒して4勝目をあげ、勝ち越しが決定。場所後に3度目の十両昇進が決定した。西十両14枚目の3月場所は序盤から一進一退が続き、12日目を終えた時点で6勝6敗の五分だったが、終盤3日間で3連敗を喫して負け越し、1場所で幕下に降下した。
翌5月場所からは2場所連続で4勝3敗の勝ち越しを続け、9月場所で4度目の十両昇進。しかし西十両14枚目で迎えた9月場所は髄膜炎に苦しみ、3勝7敗から3連勝して粘ったが、結局6勝9敗で十両4場所目も初の勝ち越しはならなかった。
幕下に落ちた後は2場所連続で3勝4敗で負け越して西幕下9枚目まで番付を下げたが、2016年3月場所からは3場所連続で勝ち越しを続け、7月場所後に5度目の十両昇進が決定した。しかし9月場所も12日目からの4連敗で5勝10敗の負け越し。これにより勝ち越しなしの十両在位記録最多タイに並んでしまった。十両1場所で幕下陥落を5回繰り返すのは史上初である。
西幕下2枚目で迎えた11月場所は1番相撲から3連敗したが3連勝して持ち直し、千秋楽に十両の朝赤龍を破り4勝3敗と勝ち越した。
2017年1月場所で6度目の十両昇進を果たしたが、この場所も初日から3連敗するなど負けが先行し、5勝10敗で勝ち越しはならず、幕下に陥落した。2月から宝富士や安美錦が通うジムで鍛え始めた。それまで行っていた自己流のウエートトレーニングとは違い「柔らかい筋肉になってきた。成果は出ている」と実感を語っていた。5月場所は西幕下筆頭で4勝3敗となったが、十両から幕下に落ちる星の力士が少ないことと東幕下筆頭の阿炎が勝ち越したことなどから場所後の十両昇進はならなかった。続く7月場所は東幕下筆頭となり、勝ち越せば十両昇進は間違いない状況となっていたが、4勝3敗と勝ち越したことで、場所後の番付編成会議で9月場所での再十両昇進が決まった。7回目の十両昇進となったが、これは同時に再十両が決まった北磻磨らと並び、史上2位タイの記録である。9月場所は初日から自身初の4連勝を記録し、6日目終了時は5勝1敗の成績だったが、7日目に肩を負傷、さらに11日目に左膝前十字靱帯を損傷し、12日目から途中休場した。翌11月場所は西幕下2枚目へ陥落したが、4勝3敗と勝ち越して、1場所での十両返り咲きを果たした。これにより2018年1月場所では8度目の十両昇進になり、須磨ノ富士の持つ史上最多記録に並ぶこととなった。

### 十両昇進回数記録更新から引退まで
2018年1月場所は西十両14枚目で迎えたが、この場所も左膝の状態が思わしくなく、11日目に負け越しが決定し、最終的には3勝12敗となり、またしても1場所で幕下に陥落することになる。この大敗により東幕下8枚目まで番付を下げたが、翌場所より連続で勝ち越す。7月場所では東十両13枚目に再昇進し、史上最多記録を更新する9回目の十両昇進を果たした。その7月場所も中盤に負けが込んで10日目に負け越して9月場所で東幕下筆頭へ下降。9度目の幕下陥落となり、これもまた歴代最多記録となった。幕下では2016年3月場所以降10場所連続で勝ち越していたが、その9月場所は2勝5敗で2016年1月場所以来の負け越しとなった。これ以降は左膝の怪我が悪化した影響などがあり幕下での土俵が続き、10度目の十両昇進は果たせず2020年7月場所限りで現役を引退した。現役最後の一番では朝玉勢に対し、得意の上手投げで勝利した。引退に際して「十両に上がれずに辞めていった人もいる。1回も勝ち越せなかったのは悔しいが、恥ずかしい記録じゃない。常に勝ち越して上を目指そうという気持ちだった」と振り返った。断髪式は同年8月16日、木瀬部屋内で執り行われた。
引退後は郷里の善通寺市役所職員として働いており、ボランティアで地元の相撲クラブで小中学生の指導をしている。市役所職員の仕事は相撲推薦や臨時職員ではなく、必死の受験勉強で正規職員の待遇を一般試験で掴んだものであった。

## 取り口
基本的に左上手を取って振り回す相撲が持ち味であり、時折廻しを取らず叩き込みに仕留める相撲も見せた。通算296勝中上手投げで143勝（白星の48%）、叩き込みで42勝（白星の14%）を記録している。一方で腰高で受け身の取り口であるため突き押し力士に弱い部分があり、2011年頃までは立合いで体を起こされてそのまま土俵を割る場面も少なくなかった。2012年以降は肩越しの上手など外四つになる場面を控えて右四つになるまで辛抱する相撲が増えたことに加えて体重が増加したことでそうした弱点がある程度克服されていた。新十両昇進会見では「立ち合いはまだ通用しないので、腰を割ってどっしりした相撲を取りたい」と課題を自己分析していた。長い相撲になると不意に蹴返しを打って勝負を決めることがあった。
足首の怪我が慢性化しているのも弱点であり、前述の取り口の短所と合わせて希善龍を苦しめていた。2014年7月場所中日の解説では竹縄が「足首を痛めているならそれに対応する攻めの相撲をしないといけないのにわざわざ足首に負担をかけるような消極的な受けの相撲をやっている」とその弊害を厳しく指摘していた。
本人は引退に際して「上手投げという形ができていたから、最初は良かった。ただ、それで勝ち過ぎて少し慢心もあった。幕下昇進後は突き押しに弱いところをなかなか克服できなかった」と取り口について語っていた。

## エピソード
上手投げを特集したNHKの大相撲番組「大相撲どすこい研」が2020年7月15日に放送された。この番組に出演した元横綱・稀勢の里の荒磯（当時。現・二所ノ関）は、現役時代から気になっていた力士として、上手投げを得意とする希善龍をあげた。荒磯は希善龍について「超必殺技を見たいファンの気持ち（で見ていた）」「（希善龍が上手を取ると）手をたたいて喜んじゃうくらい」と語っている。

## 主な成績

### 通算成績
- 通算成績：296勝276敗5休（73場所）
- 十両成績：47勝85敗3休（9場所）

### 各段優勝
- 幕下優勝：1回（2013年3月場所）
- 序二段優勝：1回（2008年7月場所）

### その他の記録
- 十両昇進回数：9回（北磻磨と並び史上1位タイ）
- 幕下陥落回数：9回（北磻磨と並び史上1位タイ）
- 十両在位場所数：9場所（関取として勝ち越しがない力士では史上1位）

### 場所別成績
| | 一月場所 初場所（東京） | 三月場所 春場所（大阪） | 五月場所 夏場所（東京） | 七月場所 名古屋場所（愛知） | 九月場所 秋場所（東京） | 十一月場所 九州場所（福岡） |
| --- | ----------------------- | ----------------------- | ----------------------- | --------------------------- | ----------------------- | --------------------------- |
| 2008年 （平成20年） | x                       | （前相撲）              | 西序ノ口17枚目 6–1      | 西序二段62枚目 優勝 7–0     | 西三段目62枚目 7–0      | 西幕下37枚目 4–3            |
| 2009年 （平成21年） | 西幕下31枚目 3–4        | 西幕下41枚目 6–1        | 東幕下17枚目 3–4        | 東幕下23枚目 1–4–2          | 西幕下49枚目 5–2        | 東幕下35枚目 4–3            |
| 2010年 （平成22年） | 西幕下29枚目 4–3        | 東幕下24枚目 3–4        | 西幕下29枚目 3–4        | 西幕下40枚目 4–3            | 西幕下30枚目 5–2        | 西幕下16枚目 2–5            |
| 2011年 （平成23年） | 東幕下29枚目 2–5        | 八百長問題 により中止   | 東幕下45枚目 4–3        | 東幕下27枚目 4–3            | 西幕下20枚目 2–5        | 西幕下32枚目 4–3            |
| 2012年 （平成24年） | 東幕下27枚目 4–3        | 西幕下21枚目 5–2        | 西幕下13枚目 5–2        | 東幕下9枚目 3–4             | 東幕下14枚目 4–3        | 東幕下10枚目 4–3            |
| 2013年 （平成25年） | 東幕下8枚目 4–3         | 東幕下7枚目 優勝 7–0    | 東十両11枚目 6–9        | 東幕下2枚目 3–4             | 西幕下7枚目 3–4         | 西幕下11枚目 4–3            |
| 2014年 （平成26年） | 西幕下8枚目 4–3         | 西幕下5枚目 4–3         | 東幕下4枚目 5–2         | 東十両14枚目 4–11           | 西幕下7枚目 6–1         | 東幕下筆頭 3–4              |
| 2015年 （平成27年） | 東幕下4枚目 4–3         | 西十両14枚目 6–9        | 西幕下4枚目 4–3         | 西幕下3枚目 4–3             | 西十両14枚目 6–9        | 東幕下2枚目 3–4             |
| 2016年 （平成28年） | 東幕下5枚目 3–4         | 西幕下9枚目 4–3         | 西幕下6枚目 5–2         | 東幕下筆頭 5–2              | 西十両11枚目 5–10       | 西幕下2枚目 4–3             |
| 2017年 （平成29年） | 西十両14枚目 5–10       | 西幕下2枚目 4–3         | 西幕下筆頭 4–3          | 東幕下筆頭 4–3              | 西十両14枚目 6–6–3      | 西幕下2枚目 4–3             |
| 2018年 （平成30年） | 西十両14枚目 3–12       | 東幕下8枚目 5–2         | 東幕下3枚目 4–3         | 東十両13枚目 6–9            | 東幕下筆頭 2–5          | 西幕下10枚目 3–4            |
| 2019年 （平成31年 /令和元年） | 西幕下15枚目 4–3        | 東幕下9枚目 4–3         | 西幕下6枚目 3–4         | 東幕下11枚目 3–4            | 西幕下16枚目 3–4        | 東幕下21枚目 4–3            |
| 2020年 （令和2年） | 東幕下16枚目 4–3        | 西幕下11枚目 4–3        | 感染症拡大 により中止   | 東幕下8枚目 引退 3–4–0      | x                       | x                           |
| 各欄の数字は、「勝ち-負け-休場」を示す。 優勝 引退 休場 十両 幕下 三賞：敢=敢闘賞、殊=殊勲賞、技=技能賞 その他：★=金星 番付階級：幕内 - 十両 - 幕下 - 三段目 - 序二段 - 序ノ口 幕内序列：横綱 - 大関 - 関脇 - 小結 - 前頭（「#数字」は各位内の序列） |                         |                         |                         |                             |                         |                             |

## 改名歴
- 亀井 貴司（かめい たかし）2008年3月場所 - 2013年3月場所
- 希善龍 貴司（きぜんりゅう -）2013年5月場所 - 2020年7月場所